# Chu Lai (nhà văn)
Chu Lai có tên khai sinh là Chu Văn Lai, sinh ngày 5 tháng 2 năm 1946, tại xã Hưng Đạo, huyện Phù Tiên nay là huyện Tiên Lữ, tỉnh Hưng Yên, hiện đang ở Hà Nội. Ông là đảng viên Đảng Cộng sản Việt Nam, hội viên Hội Nhà văn Việt Nam (từ năm 1980), quân hàm Đại tá.

## Cuộc đời
Ông là con trai của nhà viết kịch Học Phi. Trong chiến tranh Việt Nam ông công tác trong đoàn kịch nói Tổng cục Chính trị rồi trở thành chiến sĩ đặc công hoạt động trong vùng Sài Gòn. Sau 1973, ông về làm trợ lý tuyên huấn Quân khu 7. Đến cuối năm 1974 ông tham dự trại sáng tác văn học Tổng cục Chính trị và sau đó học tại Trường Viết văn Nguyễn Du khóa 1. Sau khi tốt nghiệp, ông biên tập và sáng tác cho Tạp chí Văn nghệ Quân đội. Nhà văn Chu Lai còn viết một số kịch bản sân khấu, kịch bản phim và tham gia đóng phim.

## Một số tác phẩm

### Tiểu thuyết
- Nắng đồng bằng (1978)
- Đêm tháng hai (1979)
- Sông xa (1986)
- Gió không thổi từ biển (1984)
- Vòng tròn bội bạc (1987)
- Bãi bờ hoang lạnh (1990)
- Ăn mày dĩ vãng (1991)
- Phố (1993)
- Ba lần và một lần (1999)
- Cuộc đời dài lắm (2001)
- Khúc bi tráng cuối cùng (2004)
- Chỉ còn một lần (2006)
- Hùng Karo (2010)
- Mưa đỏ (2016)

### Truyện
- Vùng đất xa xăm (1981)

### Truyện ngắn
- Người im lặng (1976)
- Đôi ngả thời gian (1979)
- Phố nhà binh (1992)
- Chu Lai Truyện ngắn (2017)

### Thể loại khác
- Út Ten (1983)
- Nhà lao cây dừa (1992)

### Kịch bản sân khấu và kịch bản phim
- Hà Nội đêm trở gió (sau được nhạc sĩ Trọng Đài phổ nhạc)
- Người Hà Nội (chuyển thể từ tác phẩm Phố)
- Người mẹ tự cháy
- Người đi tìm dĩ vãng (chuyển thể từ tác phẩm Ăn mày dĩ vãng)
- Hà Nội 12 ngày đêm
- Ám ảnh Xanh (nối tiếp tiểu thuyết "Ba lần và Một lần" được dựng thành kịch nói[1] và phim truyền hình[2])
- Mưa đỏ (2021)

## Giải thưởng
- Giải thưởng Hội đồng Văn học chiến tranh Cách mạng và lực lượng vũ trang (Hội Nhà văn) cho quyển tiểu thuyết Ăn mày dĩ vãng (1993);
- Giải thưởng Văn học Bộ quốc phòng 1994;
- Giải thưởng tiểu thuyết Nhà xuất bản Hà Nội với tiểu thuyết Phố 1993;
- Giải thưởng Hội nhà văn Việt Nam với tiểu thuyết Mưa đỏ 2016.
- Giải A - kịch bản sân khấu Mưa đỏ - Hội nghệ sĩ sân khấu Việt Nam năm 2021

## Vinh danh
- Giải thưởng Nhà nước về Văn học Nghệ thuật 2007